# Monestier-Merlines
Monestier-Merlines è un comune francese di 322 abitanti situato nel dipartimento della Corrèze nella regione della Nuova Aquitania.

## Società

### Evoluzione demografica
Abitanti censiti